# Batalla de Valmaseda
La batalla de Valmaseda tuvo lugar el 6 de noviembre de 1808 en la localidad vizcaína homónima, tras la ocupación definitiva de Bilbao por el mariscal Lefebvre el 2 de noviembre y en el curso de las primeras operaciones dirigidas personalmente por Napoleón al frente de la Grande Armée. El general Joaquín Blake, rechazado en Zornotza el 31 de octubre por Lefebvre, detuvo su retirada y realizó una operación de repliegue enfrentándose al ejército francés conducido por el mariscal Victor que lo perseguía. Blake logró así una pequeña victoria táctica, la última de las victorias españolas en esta fase de la guerra.

## Antecedentes
El mariscal Lefebvre lanzó una precipitada ofensiva en Zornotza sobre las fuerzas de Blake que se dirigían de Reinosa al País Vasco. Aunque derrotado, Blake pudo replegarse sin graves pérdidas. Napoleón, que se encontraba preparando su inminente entrada en la península, mostró su enojo con Lefebvre y confió la persecución al mariscal Víctor para que, con el refuerzo del Segundo Cuerpo de Ejército de Bessières por retaguardia, detuviese el repliegue de Blake dejando libre el flanco occidental en su avance hacia Burgos.

## La batalla
Frenando de improviso lo que había sido una rápida retirada a la que ni Lefebvre ni Víctor había podido dar alcance, Blake se replegó sobre sí mismo y al amanecer del 6 de noviembre cayó sobre la división del general Vilatte, que formaba la vanguardia de las tropas galas. En total, los franceses sufrieron unas 400 bajas y perdieron numerosos fusiles y una pieza de artillería.

## Balance
La victoria no tuvo otro efecto práctico que provocar el enfurecimiento de Napoleón, decepcionado por la derrota de sus mariscales ante lo que consideraba un ejército de bandidos liderados por monjes. A las pocas horas Víctor obligó a Blake a un nuevo repliegue y el 11 de noviembre le causó una severa derrota en  Espinosa de los Monteros.